# Hieracium detruncatum
Hieracium detruncatum es una especie de planta con flor del género Hieracium, de la familia Asteraceae, orden Asterales.

## Distribución
Hieracium detruncatum se distribuye por Noruega y Suecia.

## Taxonomía
Fue descrita científicamente por (Zahn) Nordh. Fue publicada en Norsk Fl. (Oslo).